# Studentenorganisatie
Studenten organiseren zich in verschillende verbanden, zoals verenigingen, stichtingen, actiegroepen en politieke partijen. In dit artikel worden de verschillende vormen van studentenorganisaties kort besproken. 

## Gezelligheidsverenigingen
Met de generieke term studentenvereniging wordt met name gedoeld op een studentengezelligheidsvereniging, ofwel een vereniging van studenten aan een universiteit of hogeschool, met vooral een sociale functie. De omvang kan variëren van enkele tientallen tot een paar duizend leden. De grotere verenigingen zijn onderverdeeld in subgroepen, met name jaarclubs en disputen.  
In Vlaanderen noemt men een studentenvereniging ook wel een studentenkring. Daarnaast kent Vlaanderen de zogenaamde studentenclubs, gezelligheidsverenigingen met leden afkomstig uit één bepaalde regio, of met eenzelfde studierichting. De studentenclubs hebben gemiddeld enkele tientallen leden. Lid worden kan enkel op voorspraak. 
Verder kennen West- en Centraal-Europa de studentencorpora: gewoonlijk de oudste studentenverenigingen in een universiteitsstad, die soms teruggaan tot de studentenverbanden van de 18de en 19de eeuw. De corpora zijn doorgaans traditionele clubs, met bijbehorende tradities en rituelen, en worden beschouwd als elitair.

## Organisaties naar interessegebied
Voor studenten met een specifieke interesse zijn er specifieke studentenverenigingen, bijvoorbeeld: 
- studentenweerbaarheden, waarin leden op informele wijze kennis maken met verschillende aspecten van de Nederlandse krijgsmacht.
- studentenscouting, een leeftijds- en interessetak binnen de wereldwijde scoutingbeweging, speciaal voor studerende jongeren.
- studentensportverenigingen, waarin leden dezelfde sport beoefenen.
- dispuut- of debatteerclub, waarin studenten hun algemene kennis vergroten en leren debatteren.
- studentenmuziekverenigingen, die zich oefenen in koorzang, of spelen in een orkest of band.

Sommige van deze verenigingen zijn niet op zichzelf staand, maar onderdeel van een studentengezelligheidsvereniging.

## Organisaties naar identiteit
Vanuit een gemeenschappelijke identiteit, zoals taal, afkomst, religie, politieke ideologie of seksuele geaardheid zijn er:  
- lhbt-studentenverenigingen, waarin studenten uit de lgbt-gemeenschap gelijkgestemden treffen
- confessionele verenigingen, ter verdieping van een gedeelde religieuze achtergrond
- politieke verenigingen, waarin de leden activiteiten organiseren vanuit een politiek ideaal
- organisaties naar taal of afkomst, zoals de Friestalige studentenverenigingen in Nederland, de studentenclubs in Vlaanderen, gesegregeerd naar regionale afkomst, en studentenorganisaties voor buitenlandse studenten, zoals het Surinamese Students Abroad.

De scheidslijn met de gewone studentengezelligheidsverenigingen kan dun zijn.

## Organisaties gerelateerd aan een opleiding, faculteit of opleidingsinstituut
Voor studenten die verdieping zoeken in hun opleiding zijn er verschillende organisaties, die studieboeken verkopen, beschikken over oefententamens, en  lezingen, congressen, trainingen en excursies organiseren, gerelateerd aan de opleiding. Daarnaast organiseren ze borrels, feesten, sportdagen en weekends. Men onderscheidt: 
- studievereniging of -stichting, voor studenten van dezelfde opleiding
- faculteitsvereniging of (Belgisch-Nederlands) faculteitskring, voor studenten aan dezelfde faculteit

## Organisaties voor belangenbehartiging
Verschillende studentenbelangen-organisaties: 
- studentenpartij: wil via verkiezingen voor een studenten- of gemeenteraad invloed krijgen op het gevoerde beleid.
- studentenraad: gekozen vertegenwoordiging die de belangen van studenten behartigt aan een hoger onderwijsinstelling
- studentenvakbond of -vakbeweging: vakbond die de belangen van studenten behartigt
- studentenbeweging: massale actie, inzet voor de nodig geachte veranderingen in het universitaire bestel

## Koepelorganisaties
Koepelorganisaties en samenwerkingsverbanden behartigen de belangen van de aangesloten leden, nemen besluiten, en halen de vriendschappelijke banden aan met organisaties van dezelfde snit.  
- lokale samenwerkingsverbanden binnen een gemeente, bijvoorbeeld een studentensportraad of een seniorenkonvent
- landelijke koepelorganisaties en samenwerkingsverbanden van organisaties van eenzelfde aard
- internationale koepelorganisaties